# Siacago
Siacago (Siakago) é uma cidade do Quênia situada na antiga província Oriental, no condado de Embu. De acordo com o censo de 2019, havia 4 315 habitantes.